# Legió del Xam
La Legió del Xam (àrab: فيلق الشام, Faylaq ax-Xam) és un grup rebel islamista format el 10 de març de 2014, durant la Guerra civil siriana. El grup s'oposa a les forces governamentals de Baixar al-Àssad, així com a l'Estat Islàmic de l'Iraq i el Llevant.

## Història
La Legió del Xam es va formar per consolidar la força dels rebels islamistes moderats, com a resposta a la formació de grups units com el Front Islàmic o el Front dels Revolucionaris de Síria, tots dos a finals de l'any 2013. L'aliança es va formar a partir de 19 grups diferents, alguns dels quals havien estat afiliats amb els Germans Musulmans de Síria. Tanmateix, després de la seva creació, el grup va tractar de tallar tots els seus lligams amb els Germans Musulmans, en un intent d'aconseguir el suport financer de l'Aràbia Saudita, degut a la seva mala relació amb els Germans. El seu líder és Mondher Saras, un exmembre del Consell Militar rebel d'Homs.